# Sárosszentimre
Sárosszentimre (szlovákul: Meretice) Radácsszentimre településrésze, 1964 előtt önálló község Szlovákiában, az Eperjesi kerület Eperjesi járásában.

## Fekvése

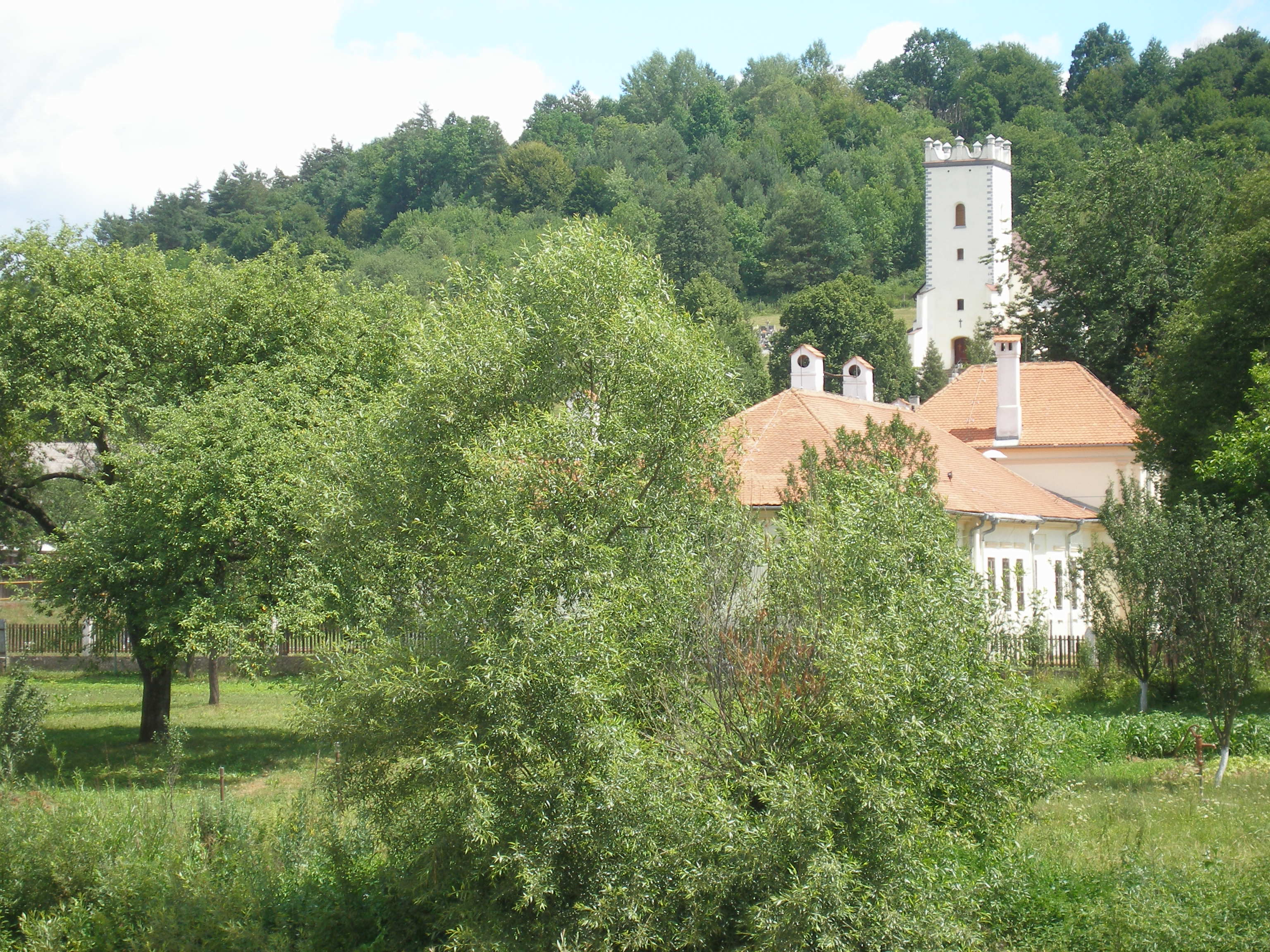
Látkép

Eperjestől 13 km-re délnyugatra, a Szinye-patak partján fekszik. Radácsszentimrének a patak jobb oldalán fekvő részét képezi.

## Története
A 12. században egy Szent Imre tiszteletére szentelt templom körül keletkezett. 1332-ben „Sanctus Emericus” néven a pápai tizedjegyzékben említik először, ekkor már állt római katolikus temploma.
A 18. század végén Vályi András így ír róla: „SZENT IMRE. Mereczicze. Tót falu Sáros Várm. lakosai katolikusok, és másfélék is, fekszik Radácshoz nem meszsze, mellynek filiája; ’s határja is hozzá hasonlító.”
Fényes Elek 1851-ben kiadott geográfiai szótárában így ír a faluról: „Szent-Imre, (Merecice), tót falu, Sáros vmegyében, Radács fiókja: 292 r., 21 g. kath., 7 zsidó lak. F. u. Szentimrey, Károlyi. Ut. p. Eperjes.”
A településnek 1910-ben 264, túlnyomórészt szlovák lakosa volt. 1920 előtt Sáros vármegye Eperjesi járásához tartozott.
1964-ben Radáccsal egyesítették.

## Nevezetességei
- Szent Imre tiszteletére szentelt római katolikus temploma 13. századi, a 18. században megújították.

## Lásd még
- Radácsszentimre
- Radács